# 河井美香
河井 美香（かわい みか、1996年10月10日 - ）は、日本のAV女優。

## 人物・来歴
2016年9月にAVデビュー。
趣味は音楽鑑賞、特技は英会話。

## 出演作品

### アダルトDVD
2016年
- 新人DEBUT!! 河井美香（9月25日、マックス・エー）
- 連れ込んだ素人娘を口説けず敗戦! 我慢できず力ずくの挿入 ※隠し撮り（10月6日、ナチュラルハイ）※「ノゾミ」名義　他出演:サヤカ、ミユキ
- 経験豊富な優しい素人人妻が最高の童貞筆おろし 7（10月6日、アイエナジー）他出演:湯本珠未、和泉潤、沙原さゆ
- 生中出し若妻ナンパ! 22（10月14日、S級素人）他出演:道重恋、西野いろは、篠崎みお、樹カンナ
- マジックミラー便 王道2016 総勢20人! 全員未成年の素人ビキニ拡大スペシャル! 真夏の本番10人祭り!! 海ではしゃいでいた10代の水着素人女子のキツキツオマ○コに初めてのデカチン挿入と激ピストン!! 2枚組8時間!（10月19日、ディープス）※「かえで」名義　他出演:なつみ、みり、みか、あかり、えれな、ゆうな、めぐみ、ひとみ、かおり、かな、あいこ、しおり、ともか、ゆり、みわ、みお、ふうか、しほ、ゆいほ
- マジックミラー号 「童貞くんのオナニーのお手伝いしてくれませんか…」 海水浴場で声を掛けた心優しい水着美女が童貞くんを赤面筆おろし! 7 2枚組8時間スペシャル!!（10月20日、SODクリエイト）※「ゆずき」名義　他出演:りか、なつき、あきは、あいり、ゆな、まみ、みさ
- 【悲報】 おひとり様OL、相席居酒屋に行くもエロい変態しかいないw（10月25日、マックス・エー）
- 学生時代からの知人の旦那を誘惑し、射精しても逆寝取り中出しセックスを続ける巨乳美女（10月28日、DOC）他出演:初音ろりあ、新井梓
- 出会ってSNS 漁村まで会いに行ったがな〜〜 繋がったのは、なんと田舎女子校生 ムチエロJK瑛梨奈ちゃん これはきっとワンチャンあるで〜〜ε-(´∀｀;)（10月28日、FIRST STAR）※「瑛梨奈」名義
- 合コンでお持ち帰りした女子を隠し撮り。許可無しAV発売。 【其の弐壱】（11月1日、変態紳士倶楽部）※「みき」名義　他出演:あゆ
- 夫の前で隙だらけな姿をさらす妻はオマ○コも恥知らず!? 自分の裸で勃起した旦那の友人棒をスキだらけな膣内にナマ挿入&ザーメン垂れ流し放題!（11月11日、SCOOP）他出演:西園寺ミヅキ、川越ゆい、早野いちか、成澤ひなみ
- 悟り世代に逆人生相談! JKにおじさんの悩みを聞いてもらいました（11月11日、DOC）※「みき」名義　他出演:ひとみ、あさみ、るり、ゆうき、つかさ、ことね
- 夫よりも私を満たしてくれた人…。（11月13日、マドンナ）
- 120%リアルガチ軟派伝説 vol.42 in 郡山（11月18日、プレステージ）※「ゆかり」名義　他出演:いくみ、りおな、みなみ、えれな
- 奇跡の美少女 河井美香（12月25日、マックス・エー）※ベスト版

2017年
- JK限定! 電マを当てたまま10分間喘ぎ声ガマンできたら10万円!（1月6日、DOC）※「くみ」名義　他出演:くみ、みさと、さら、あおい、ちほ、そら、さとみ、あきこ
- フライングゲット 何もしらなかったAVアイドル達のデビュー前面接蔵出しお宝映像集 素人時代のMAX-A専属女優BEST（9月25日、マックス・エー）他出演:春宮すず、大倉みゆ、ももき希、秋吉花音、白咲ゆず、神田るな、美空杏、菅野紗世、有花もえ